# Kaillie Humphries
Kaillie Humphries, anteriorment Kaillie Simondson, (Calgary, 4 de setembre de 1985) és una corredora de bobsleigh canadenca, guanyadora de quatre medalles olímpiques.

## Biografia
Va néixer el 4 de setembre de 1985 a la ciutat de Calgary, població situada a l'estat d'Alberta (Canadà). Està casada amb el també corredor de bobsleigh britànic Dan Humphries, del qual n'adoptà el cognom.

## Carrera esportiva
Va participar, als 24 anys, als Jocs Olímpics d'Hivern de 2010 realitzats a Vancouver (Canadà), on va aconseguir guanyar la medalla d'or en la prova de bobs a 2 amb la seva compatriota Heather Moyse, un metall que aconseguiren revalidar en els Jocs Olímpics d'Hivern de 2014 realitzats a Sotxi (Rússia). Als Jocs Olímpics d'Hivern de 2018, que se celebraren a la ciutat de Pyeongchang, guanyà la medalla de bronze en la prova de bobs a 2, en aquesta ocasió fent parella amb Phylicia George.
El desembre de 2021 va obtenir la ciutadania estatunidenca, fet que li va permetre competir pels Estats Units als Jocs Olímpics d'hivern de 2022, on va guanyar la primera medalla d'or en monobob.
Entre 2008 i 2001 va guanyar dotze medalles al Campionat del Món de Bobsleigh, quatre d'elles d'or.